# 斯塔法岛
斯塔法島（英語：Staffa）是蘇格蘭内赫布里底群島的島嶼之一，位於馬爾島西方10公里處。
斯塔法島最引人注目的是其西南部的巨石柱，為1772年由英國博物學家約瑟夫·班克斯發現。是大約6000萬年前，從北大西洋海盆深處噴發的巨大火山所遺留下來的玄武岩柱狀節理遺跡，其中以芬格爾洞最為壯觀。芬格爾原本是一首敘事史詩裡的英雄，蘇格蘭詩人詹姆斯·麥佛森聲稱那首詩是從古蓋爾族詩人莪相所寫的詩篇翻譯而來。